# Либерман, Анатолий Симонович
Анато́лий Си́монович Либерма́н — советский и американский лингвист, литературовед, поэт, переводчик, критик.

## Биография
Родился 10 марта 1937 года в Ленинграде, где проживал, не считая трёх лет эвакуации в 1941—1944 годах, до 1975 года. Отец погиб на фронте. Мать преподавала музыку, поэтому с детства профессионально играл на рояле.
Окончил английский факультет Педагогического института им. Герцена, работал в сельской школе-интернате, на кафедре иностранных языков в Ленинградском политехническом институте. Защитив кандидатскую (1965) и докторскую (1972) диссертации, работал в Институте языкознания Академии наук по специальности «Скандинавские языки».
В 1975 году эмигрировал в США, живёт в Миннеаполисе, профессор Миннесотского университета. Преподавал также в Гарварде, в Германии (Фрайбург, Киль), в Италии и Японии, выступал с лекциями в ряде университетов Америки и Европы.
Автор более 500 публикаций по тематике: общее и историческое языкознание, средневековая германская литература, история науки, история русской литературы.
Поэт, переводчик английской и исландской поэзии, исландских родовых саг. До отъезда из России опубликовал в журнале «Север» лишь несколько переводов сонетов Шекспира и лирических стихотворений Йона Хельгасона.
В Америке к занятиям германистикой добавилась работа с русскими текстами: издание в переводе на английский язык трудов выдающихся филологов Н. С. Трубецкого и В. Я. Проппа, книг поэзии М. Ю. Лермонтова и Ф. И. Тютчева с комментариями переводчика, статей о крупнейшем скандинависте М. И. Стеблин-Каменском и о современных филологах.
Получили широкое распространение три книги, подготовленные и переведенные на английский А. Либерманом — издание В. Я. Проппа с историко-культурным очерком и примечаниями составителя, аннотированный перевод поэзии Лермонтова, книга о происхождении слов, написанная в процессе работы над новым этимологическим словарём английского языка.
Был постоянным критиком выходящего в Нью-Йорке «Нового журнала», где в разделе «Книги, присланные в редакцию» помещал обзоры художественной литературы, изданной на русском языке в странах дальнего и ближнего зарубежья. Как поэт, эссеист и критик сотрудничает с литературными журналами русского зарубежья — Мосты (Франкфурт-на-Майне, Германия); Слово\Word (Нью-Йорк, США).
Автор поэтического сборника «Врачевание духа» (Нью-Йорк, 1996).
Готовит к изданию книгу англоязычных переводов и комментариев поэзии Е. А. Баратынского.